# Tullio Lombardo

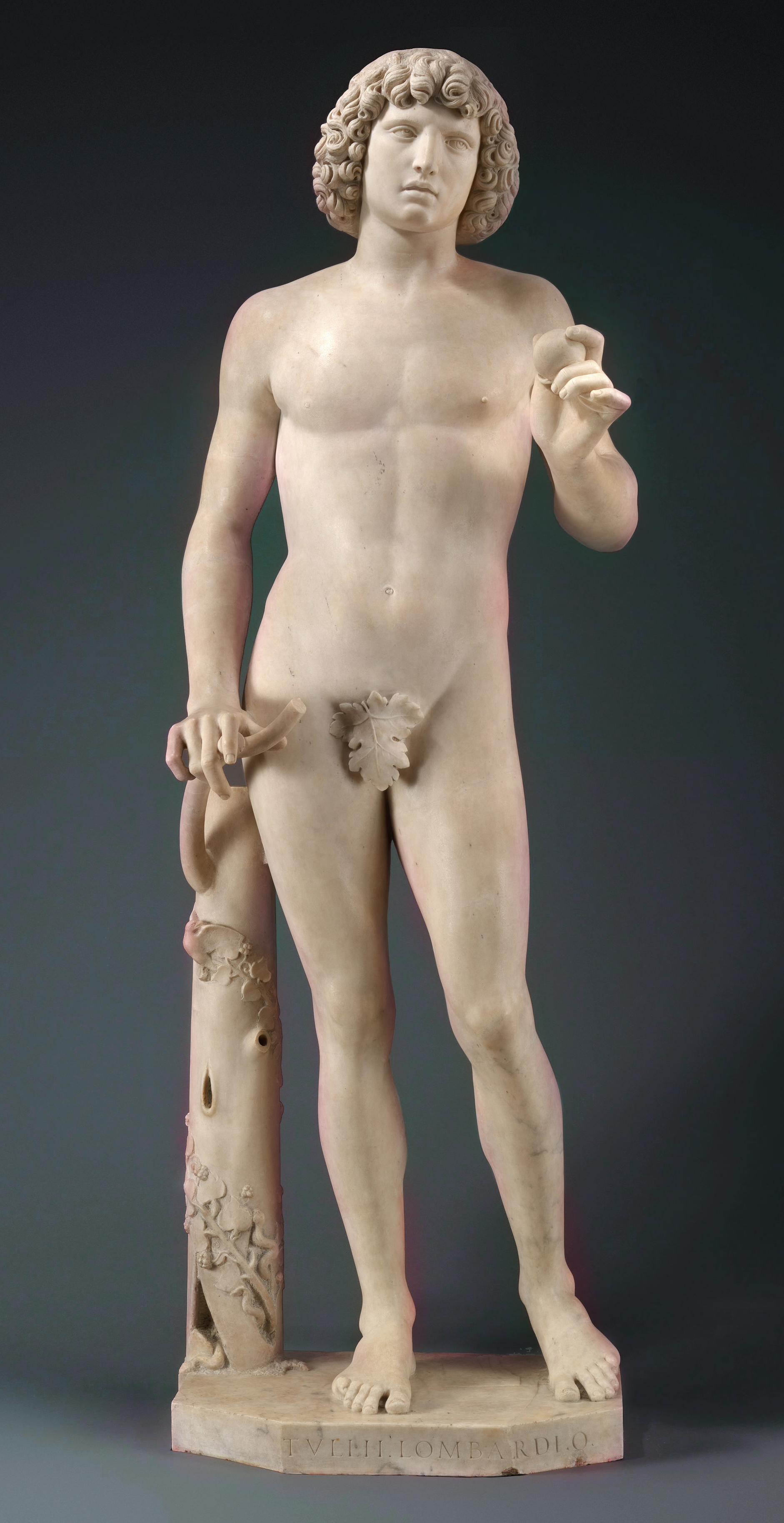
O Adão, de Lombardo

Tullio Lombardo (1460 – 17 de novembro de 1532) foi um escultor da Renascença italiana. Era irmão de Antonio Lombardo e filho de Pietro Lombardo. A família Lombardo trabalhava em conjunto em obras para igrejas e sobretudo túmulos. Também é conhecido como Tullio Solari. 
A Basílica de São João e São Paulo em Veneza contém o Monumento ao Doge Pietro Mocenigo. O túmulo foi executado pelos Lombardo.